# Bells of San Angelo
Bells of San Angelo è un film del 1947 diretto da William Witney.
È un musical western statunitense ambientato in epoca contemporanea con Roy Rogers, Andy Devine e Dale Evans.

## Produzione
Il film, diretto da William Witney su una sceneggiatura di Sloan Nibley con il soggetto di Paul Gangelin, fu prodotto da Edward J. White, come produttore associato, per la Republic Pictures e girato nel Red Rock Canyon, a Goodsprings e nel Valley of Fire State Park, nel Nevada.

## Colonna sonora
- The Bells of San Angelo - scritta da Jack Elliott, cantata da Roy Rogers e Sons of the Pioneers
- Lazy Days - scritta da Tim Spencer, cantata da Pat Brady e Sons of the Pioneers
- I Like to Get Up Early in the Morning - scritta da Jack Elliott, cantata da Roy Rogers, Dale Evans, Olaf Hytten, Andy Devine e Fred 'Snowflake' Toones
- A Cowboy's Dream of Heaven - scritta da Jack Elliott, cantata da Roy Rogers e Sons of the Pioneers
- I Love the West - scritta da Jack Elliott, cantata da Dale Evans
- Hot Lead - scritta da Tim Spencer, cantata da Pat Brady e Sons of the Pioneers
- Git Along Little Dogies - tradizionale

## Distribuzione
Il film fu distribuito negli Stati Uniti dal 15 aprile 1947 al cinema dalla Republic Pictures.
Altre distribuzioni:
- in Spagna il 2 agosto 1948 (Las campanas de Rosarita)
- in Finlandia il 14 gennaio 1949 (San Angelon kellot)
- in Brasile (Os Sinos de San Angelo)
- in Svezia (San Angelos klockor)

## Promozione
Le tagline sono:
- "Swinging From His Toes And Shooting From His Hips...Roy Battles His Foes With A Song On His Lips! ".
- "Ring the bells...Roy's ridin' to a new Trucolor Adventure! ".